# Mark Guiliana

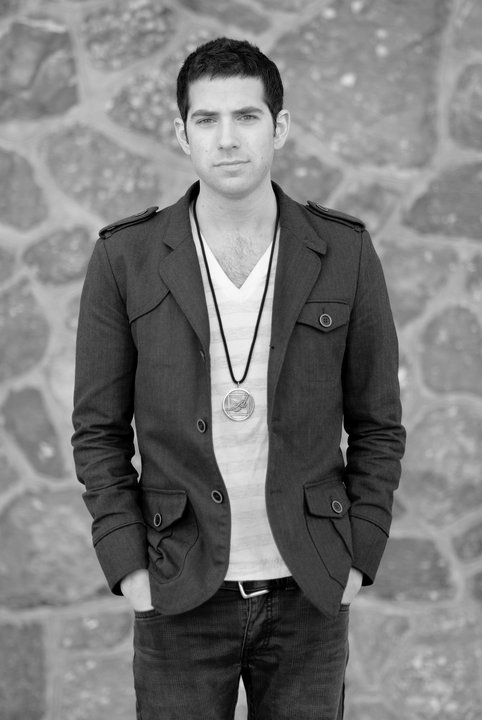
Mark Guiliana (2011)

Mark Guiliana (geboren 2. September 1980 in Florham Park) ist ein US-amerikanischer Schlagzeuger. Der In New York City lebende Musiker spielt hauptsächlich Jazz, tritt aber auch in anderen Genres in Erscheinung.

## Leben und Wirken
Mark Guiliana stammt aus New Jersey und erhielt im Alter von 15 Jahren erstmals Schlagzeugunterricht. Nachdem er in seiner Schulzeit bereits in mehreren Bands gespielt hatte, studierte er schließlich Jazz an der William Patterson University. In den folgenden Jahren wurde er von verschiedenen Musikern engagiert und nahm zwischen 2003 und 2008 unter anderem sechs Alben mit Avishai Cohen auf. Später gründete Guiliana sein eigenes Label Beat Music Productions, auf dem er unter eigenem Namen veröffentlichte. Auch die experimentelle Band Heernt ging auf seine Initiative zurück.
Gemeinsam mit Brad Mehldau gründete er das Duo Mehliana, das im Jahr 2014 sein Debütalbum Taming the Dragon herausbrachte. In der New York Times stellte der Kritiker Nate Chinen Guiliana als idealen Partner für Mehldaus rhythmische Experimente heraus und stellte fest, dass sich um den jungen Schlagzeuger eine „Kult-Gefolgschaft“ gebildet habe. Laut Guiliana lag der Schwerpunkt des Duos auf der Improvisation, allerdings sei im Vorfeld bereits eine Klangpalette festgelegt worden. Er selbst habe sich in dieser Zeit in der elektronischen Musik mehr aufgehoben gefühlt als im Jazz.
Um 2015 arbeitete Mark Guiliana mit David Bowie und war Teil der Band, die dessen letztes Album Blackstar einspielte, das im Januar 2016 erschien. Mit dieser Band nahm er außerdem später noch ein weiteres von Bowie inspiriertes Album auf, das diesem auch gewidmet ist. Es erschien im Oktober desselben Jahres als Beyond Now unter dem Namen des Saxophonisten Donny McCaslin.
Nach eigenen Angaben war Guiliana als Jugendlicher zunächst von Rock-Schlagzeugern wie Dave Grohl oder Chad Smith beeindruckt, bevor er den Jazz für sich entdeckte. Hier nennt er als Einflüsse Tony Williams, Elvin Jones, Roy Haynes und Art Blakey. Später habe elektronische Musik durch ihre Orchestriertheit und die erforderliche Disziplin sein Denken stark verändert. Auch bei elektronischer Musik sei er jedoch immer darum bemüht, Improvisation mit einfließen zu lassen.
Guilianas Album Beat Music! Beat Music! Beat Music! (Motéma Music) wurde 2019 für einen Grammy in der Kategorie „Best Contemporary Instrumental Album“ nominiert.

## Diskografie (Auswahl)

### Als Leader
- A Form of Truth (2013)
- My Life Starts Now (2014)
- Mehliana: Taming the Dragon (2014, mit Brad Mehldau)
- Family First (2015)
- Jersey (2017)
- Beat Music! Beat Music! Beat Music! (2019, mit Jason Lindner, Tim Lefebvre, Jonathan Maron)[6]
- Music for Doing (2022, auf einigen Titeln mit David Binney, Daphne Chen, Troy Zeigler)[7]
- The Sound of Listening (Edition 2022, mit Jason Rigby, Shai Maestro, Chris Morrissey)[8]

### Als Sideman
- Avishai Cohen: Continuo (2006)
- Avishai Cohen Trio: Gently Disturbed (2008)
- Donny McCaslin: Casting For Gravity (2012)
- Gretchen Parlato: Live in NYC (2013)
- Dave Douglas: High Risk (2015)
- David Bowie:  Blackstar (2016)
- Donny McCaslin: Beyond Now (2016)
- Dhafer Youssef: Diwan of Beauty and Odd (2016)
- Brad Mehldau: Finding Gabriel (2018)

## Belege
1. 1 2  Thom Jurek auf allmusic.com, gesehen am 12. Januar 2017
2. ↑  Nate Chinen: A Duo Face Off While Staying on the Same Page, NYT am 23. Januar 2014, gesehen am 12. Januar 2017
3. 1 2  Timo Ickenroth: Marc Guiliana: „Macht Musik mit dem Instrument und seid nicht einfach nur Schlagzeuger“. Interview. In: sticks.de. 4. November 2016, archiviert vom Original; abgerufen am 12. Januar 2017.
4. ↑  David Bowie’s Blackstar Band Announces New Album, Shares “A Small Plot of Land” Cover, pitchfork.com vom 30. Juli 2016, gesehen am 12. Januar 2017
5. ↑  Mark Guiliana. In: grammy.com. Abgerufen am 16. Dezember 2022.
6. ↑  Mike Flynn: Mark Guiliana: Beat Music! Beat Music! Beat Music! In: Jazzwise. Abgerufen am 16. Dezember 2022.
7. ↑  Nenad Georgievski: Mark Guiliana: Music for Doing. In: All About Jazz. 15. Februar 2022, abgerufen am 16. Dezember 2022.
8. ↑  Josef Engels: Mark Guiliana The Sound of Listening (Edition). In: Jazz thing. 15. Dezember 2022, abgerufen am 16. Dezember 2022.

| Personendaten    | Personendaten                    |
| ---------------- | -------------------------------- |
| NAME             | Guiliana, Mark                   |
| KURZBESCHREIBUNG | US-amerikanischer Schlagzeuger   |
| GEBURTSDATUM     | 2. September 1980                |
| GEBURTSORT       | Florham Park, Vereinigte Staaten |